# Домокос
Домоко́с (греч. Δομοκός) — малый город в Греции. Административный центр одноимённой общины в периферийной единице Фтиотида. Расположен на высоте 560 м над уровнем моря, в 36 км к северо-западу от города Ламия. Площадь 26,403 км². Население 1531 человек по переписи 2011 года.
В 5 км от города находится железнодорожная станция.
Близ Домокоса находится тюрьма особо строгого режима.

## История
Домокос расположен на месте древнего города Фавмаки (Тавмаки, др.-греч. Θαυμακοί). Согласно Страбону, он был подвластен Ахиллу. Название древний город получил от великолепного вида (θαῦμα), представляемого внезапно открывшейся глазам путника равниной. Город располагался в труднодоступном месте, нависал над долинами и контролировал проходящие по ним дороги, соединявшие Фессалию с Южной Грецией. Акрополь находился на высоте 616 м над уровнем моря, был защищён крепкой стеной. Акрополь и город были окружёны второй стеной. Укрепления датируются IV—III веками до н. э. Около 230 года до н. э. город стал членом Этолийского союза и стал приходить в упадок. Однако в 199 году до н. э. Филипп V Македонский не смог завоевать город. В 191 году до н. э. город захвачен римлянами под командованием консула Мания Ацилия в ходе Антиоховой войны. В 189 году до н. э. город объявлен вольным.
В христианские годы Фавмаки был церковной кафедрой. В Средние века на руинах акрополя построили франкский замок, руины которого сохранились до настоящего времени. Циклопическая кладка сохранилась на западной стороне.
Был одним из городов, принадлежавших императрице Ефросинье, супруге Алексея III. После падения Константинополя в 1204 году в результате Четвёртого крестового похода город попал под власть короля Салоник Бонифация I Монферратского. В конце 1393 года Домокос вместе с Фарсалой оккупирован войсками турецкого султана Баязида I.
По Константинопольской конвенции 1881 года 6 августа город был передан в состав Греции.

### Сражение при Домокосе
В греко-турецкую войну 1897 года произошло сражение при Домокосе между греками и турками. Греки занимали оборону, турки наступали от города Фарсала.

## Сторожевой катер Военно-морских сил Греции
Название города получил сторожевой катер «Домокос», переданный Королевским военно-морским флотом Великобритании в аренду Военно-морским силам Греции в 1945 году. Сторожевой катер Fairmile B был спущен на воду в 1941 году. Широко использовался во время гражданской войны в Греции и при добыче полезных ископаемых в море. Возвращён Великобритании в 1952 году.

## Население
| Год  | Население, человек |
| ---- | ------------------ |
| 1991 | 1951               |
| 2001 | 1595               |
| 2011 | ↘ 1531             |